# Limnophila (Limnophila) longicellula
Limnophila (Limnophila) longicellula is een tweevleugelige uit de familie steltmuggen (Limoniidae). De soort komt voor in het Australaziatisch gebied.